# Chianti

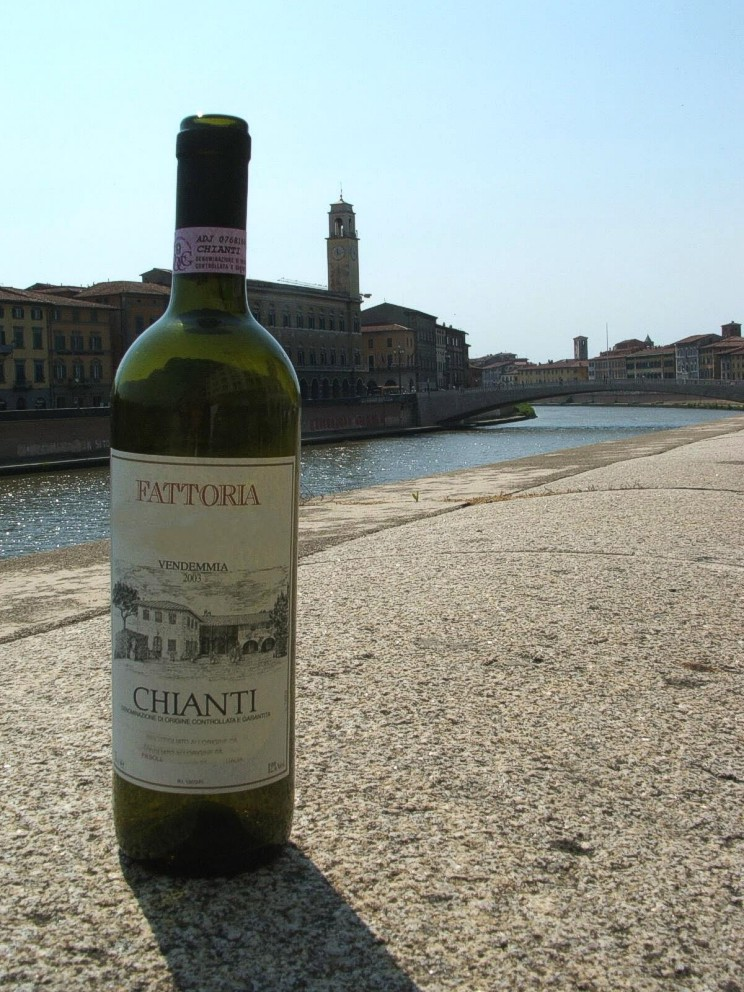
En flaska Chiantivin.

Chianti är ett vindistrikt i regionen Toscana i Italien. Distriktet sträcker sig från Florens i norr ner till området runt Siena i söder och ligger öster om dalarna Vesa och Elsa. Det ursprungliga distriktet är Chianti Classico och de viner och vingårdar som ingår har den karaktäristiska tuppen, 'Gallo Nero', på flaskans hals som kännetecken. Både Chianti och Chianti Classico klassas som DOCG. Chiantivinernas huvudsakliga druva är Sangiovese med inblandning av Canaiolo Nero, Cabernet Sauvignon, Merlot och Pinot noir. Det kan även finnas en liten del vita druvor i chiantivinerna, men då främst från områden utanför Chianti Classico där ljusskaliga druvor är helt förbjudna sedan 2006. De vita druvor som ändå används är Trebbiano och Malvasia.
Efter ett antal dåliga år med för höga skördeuttag och ojämn kvalitet är idag[när?] Chianti-vinerna på frammarsch igen. Chianti-distriktet har även börjat producera andra viner än de traditionella. Det främsta och mest framgångsrika är de så kallade Supertoscanare där druvan Cabernet Sauvignon i vissa sorter tagit plats som en viktig beståndsdel. I Chianti Classico görs idag mycket seriösa viner där 80-100% av druvorna är den lågproduktiva Sangiovesedruvan av bästa kvalitet, och resterande del, upp till tillåtna max 20% utgörs av den traditionella Canaiolo (som odlades i området redan på 1800-talet ihop med Sangiovese), den mörkfärgade Colorino samt internationella sorter, företrädesvis Cabernet och Merlot.
Chiantiområdet avgränsades redan 1716 av Cosimo III av Toscana och blev då världens första officiellt definierade vinproducerande område. Området var då avgränsat till byarna Radda, Gaiole och Castellina, och lite senare även Greve (numera Greve in Chianti). Idag är området där man får producera vin märkt Chianti en mycket större vinregion, mer vidsträckt än Bordeaux. Den mest prestigefyllda regionen är dock Chianti Classico där vinerna är gjorda enligt mycket strängare regler.

## Chiantis underregioner

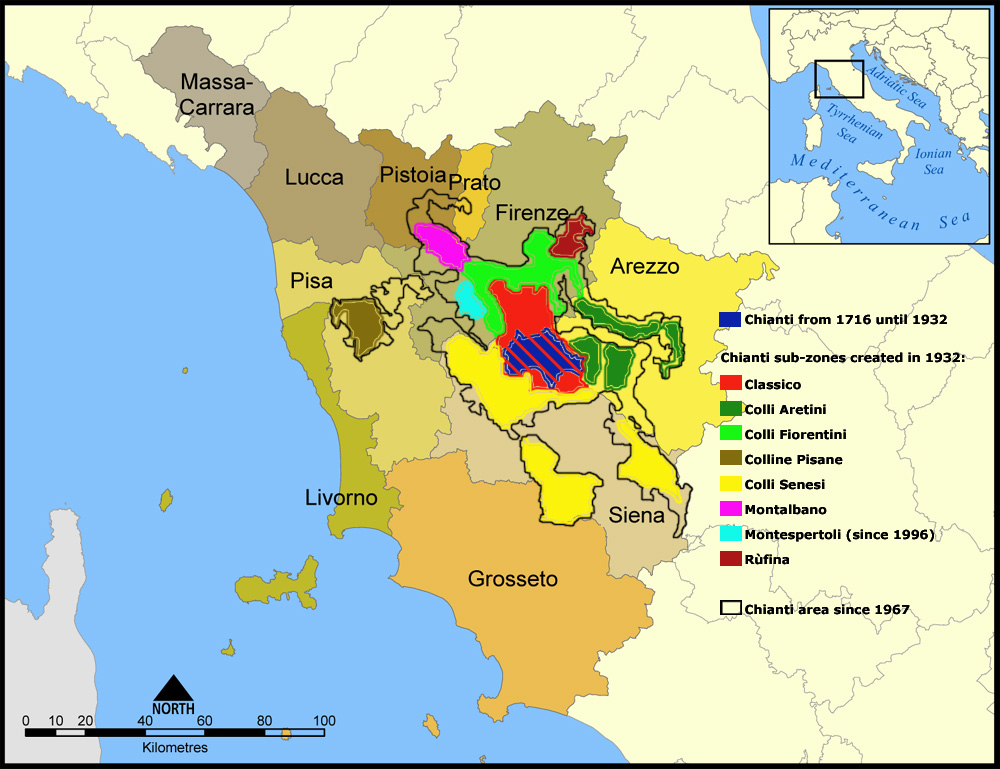
Chianti vinområden i Toscana

- Chianti Classico - det ursprungliga Chiantoområdet i hjärtat av "stor-Chianti".
- Chianti Rufina - nordöst om Chianti Classico, rakt österut om Florens. Prestigeområde som till huvuddel gör viner att lagra.
- Chianti Colli Senesi - bergen väster om Siena i Chianti Classico.
- Chianti Colli Fiorentini - precis norr om Chanti och direkt söder om Florens.
- Chianti Colli Pisane - nordväst om Chianti Classico längre mot kusten.
- Chianti Colli Arentini - öster om Chianti Classico
- Chianti Montalbano - nordväst om Florens

## Chianti Classico-distriktets indelning
Den slingriga bilvägen med Florens i norr och Siena i söder kallas Chiantigiana - Chianti-vägen. Längs denna väg ligger Chiantidistriktets olika områden (kommuner) som visas nedan. Här visas också några exempel på producenter inom respektive område.

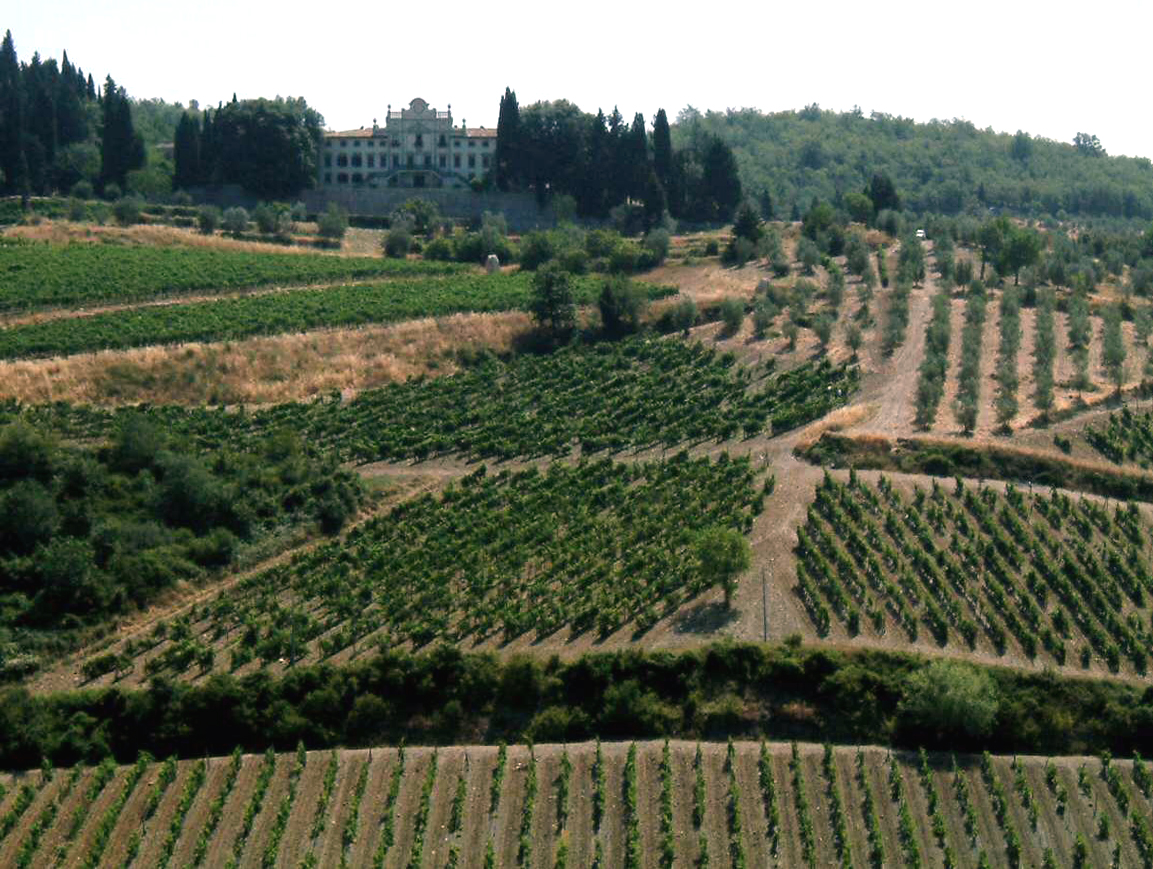
Vingårdar i Gaiole in Chianti i Chianti Classico regionen

Greve in Chianti
- Canonica
- Convertoie
- Montefioralle
- Montegonzi
- Montagliaro
- Terreno
- Castello di Uzzano
- Castello di Verrazano

Radda in Chianti
- Volpaia

Castellina in Chianti
San Casciano Val di Pesa
- Mercatale Val di Pesa
- Faltignano
- Campoli

Gaiole in Chianti
- Castello di Brolio
- Capanelle
- Riecine
- Rocca di Castagnoli

Castelnuovo Berardenga
Barberino Val d'Elsa
Tavarnelle Val di Pesa
Poggibonsi

## Passar till
Chianti anses passa till rätter på kalv och kyckling, örtkryddiga pastarätter och rätter baserade på lever och bondbönor.